# Čadovlje pri Tržiču
Čadovlje pri Tržiču je naselje v Občini Tržič.